# Eucharistický svatostánek

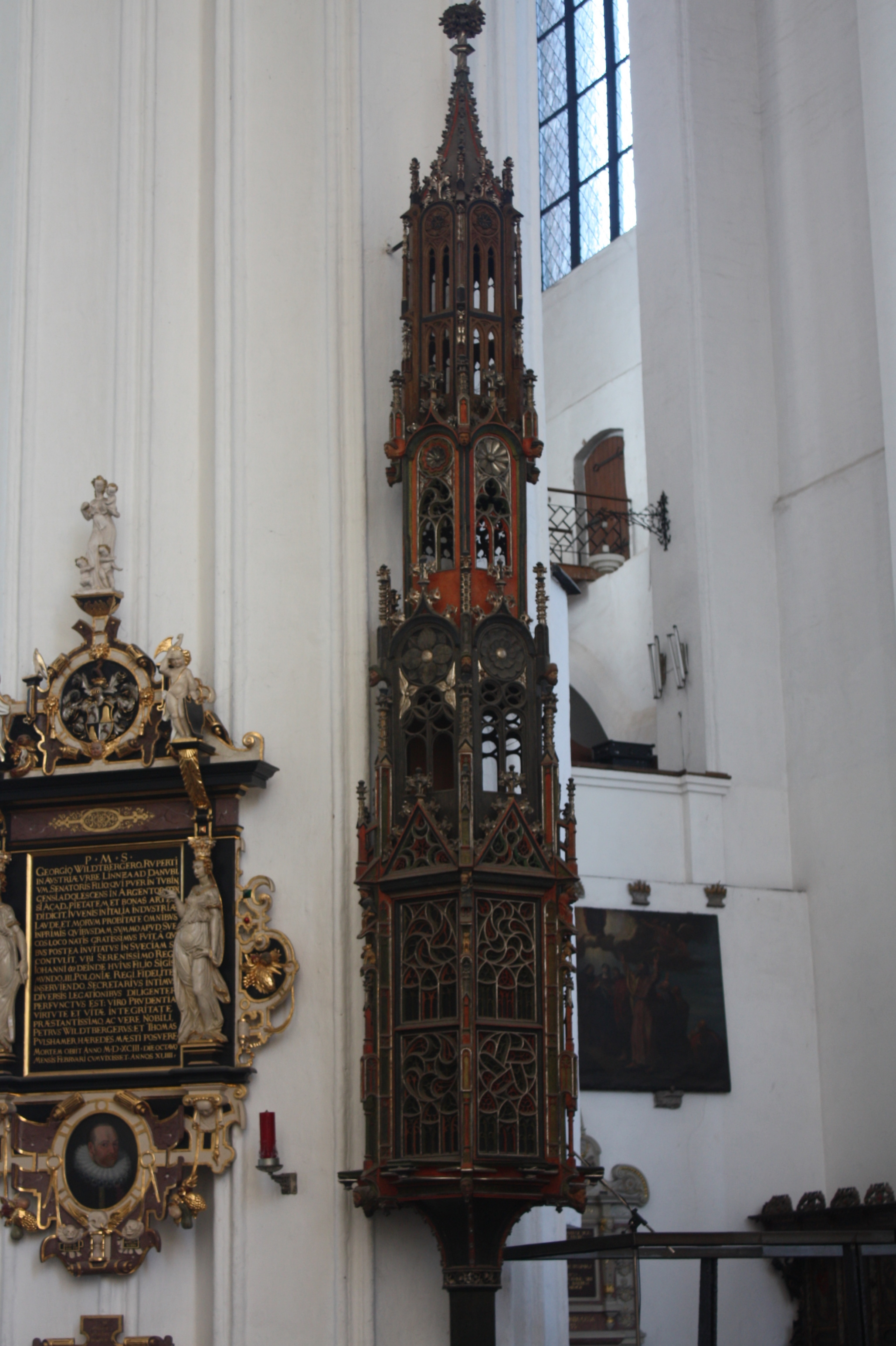
Pozdně gotické sanktuarium v Gdaňsku

Eucharistický svatostánek (označovaný v různých obdobích a podle různého umístění jako sanktuárium či sanktuář, pastoforium nebo tabernákl odvozeno z latinského tabernaculum) je nejposvátnější místo v katolických kostelích určené pro ukládání liturgických nádob s eucharistií. Do sanktuária má přístup pouze kněz nebo člověk knězem pověřený, nesmí do něj nic vkládat, brát nebo s ním jakkoli jinak manipulovat nikdo jiný (ministranti, kostelník, návštěvníci kostela atd.).

## Vývoj
Ve středověku mělo sanktuarium formu ozdobného výklenku ve zdi presbytáře (na evangelijní straně), zpravidla výrazně výtvarně zpracovaného, opatřeného dvířky či kovovou mřížkou.
V pozdní gotice získal (zřejmě i vlivem utrakvistické teologie) formu velmi zdobné, samostatně stojící věžovité konstrukce zvané pastoforium (z řec. Pastoforion, tj. svatostánek). Byla vyhloubena ve zdi, nebo přístěnná, pevně zabudována. V předreformačních kostelech bývala umístěna zpravidla vedle hlavního oltáře, nejčastěji v severní části svatyně. Pastoforium vzniklo v souvislosti s kultem Božího těla, které zavedl papež Urban IV. v roce 1264. Po druhém lyonském koncilu se rozšířilo po celé římskokatolické Evropě. Papež Jan XXII. nařídil v roce 1316 pořádat na svátek Božího těla slavnostní procesí s nesením svátosti oltářní v přenosných schránkách – monstrance.
Pastofória jsou dvou základních typů, pocházejících od období rané gotiky po renesanci. Nejprostší varianta staršího typu je jednoduchý výklenek ve zdi, opatřený kovovou mřížkou, nejčastěji z tepaného železa. Výpravnější varianty tohoto typu mívají profilované kamenné ostění s gotickou nebo renesanční stavební ornamentikou v zdrobnělém měřítku: jednotlivé části vyplněné eucharistickým motivem (nejčastěji Vir dolorum), fiálové věžičky s kružbami, kraby apod. V chudších venkovských kostelech se plastická výzdoba nahrazovala malovaným napodobením reliéfního rámování. Ve farních kostelech společensky významnějších center se setkáváme s honosnějším typem samostatně stojícího, architektonicky řešeného pastoforia v podobě čtyřhranných nebo polygonálních goticky členěných věží, vyrůstajících z podnoží zabudovaného v podlaze. Ve spleti fiál vrchní části bývají umístěny i volné plastiky (nejčastěji světců), podobně jako v nástavcích křídlových oltářů.

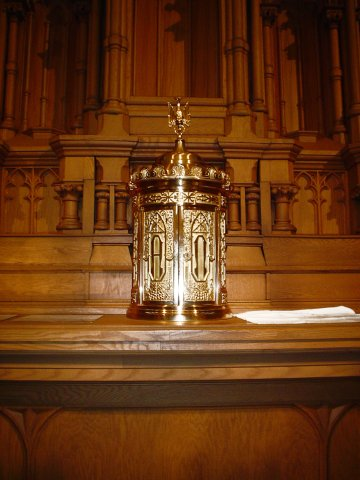
Tabernákulum v St. Raphael's Cathedral v Dubuque, Iowa

Nejkrásnější pastoforia tohoto typu na Slovensku se zachovaly v chrámu sv. Egídia v Bardejově (z r. 1464) a v dómu sv. Alžběty v Košicích (z r. 1477), obě od stavitele Štěpána z Košic, v chrámu sv. Jakuba v Levoči (z 2. poloviny 14. století) a v katedrále Nanebevzetí Panny Marie v Rožňavě od Petra de Colo (z r. 1507).
Po tridentském koncilu se svatostánek stal středem hlavního oltáře a nazýval se slovem tabernákl. (V gotické architektuře ovšem označuje termín „tabernákl“ také převýšený baldachýn, zpravidla obsahující sochu, jako je tomu třeba na exteriéru katedrály v Remeši, a v přeneseném významu slova se tohoto označení používá i pro barokní skříň, často prádelník, která svým tvarem poněkud připomíná barokní oltářní menzu s tabernáklem.) Obdobné místo mohl podle některých historických dokladů zaujímat svatostánek také na oltářích utrakvistických kostelů. V takovém případě se ovšem nazýval slovem archa s odvoláním na starozákonní archu úmluvy. Je přitom možné, že zde byly kalich a patena s hostiemi vystaveny viditelně.
Druhý vatikánský koncil v souvislosti s obrácením oltáře směrem k lidu užívání samostatného sanktuaria, obvykle jako skříňky na zdi, opět povolil.